# Lillehammer Kunstmuseum
Het Lillehammer Kunstmuseum is een kunstmuseum in Lillehammer, Noorwegen. Het is op 1 april 1994 opgericht met als doel de schilderijencollectie van de voormalige kunstinstelling van Lillehammer, die bij de eerste schenking in 1921 ontstond, voort te zetten. De vaste collectie bevat schilderijen en illustraties van onder meer Johan Christian Clausen Dahl, Hans Fredrik Gude, Adolph Tidemand, Erik Werenskiold, Eilif Peterssen, Christian Krohg, Frits Thaulow en Edvard Munch.
De collectie van het museum bestaat voornamelijk uit drie grote schenkingen:
- Einar Lunde, een lokale koopman, schonk in 1921 meer dan 100 schilderijen;
- Oscar Johannessen, een antiquair uit Oslo, schonk in 1958 zijn gehele collectie 19e-eeuwse schilderijen;
- Jon Dobloug, een galeriehouder uit Oslo, schonk in 2009 grote delen van zijn collectie.

Daarnaast heeft het museum sinds de jaren '90 een aantal individuele bijdragen ontvangen van verschillende personen en instellingen.
Het oudere deel van de collectie is voornamelijk te vinden in het gebouw dat door de Noorse architect Erling Viksjø werd ontworpen en in 1963 werd voltooid. Het is - op de tweede verdieping - door middel van een glazen brug met het andere gebouw verbonden.